# Palmarská katolická církev
Palmarská katolická církev (španělsky: Iglesia Católica Palmariana, celým názvem: Iglesia Cristiana Palmariana de los Carmelitas de la Santa Faz) je malá schizmatická církev, která se odtrhla od katolické církve 6. srpna 1978. V době největšího rozkvětu se k hnutí hlásilo asi 5 000 věřících.
Po smrti papeže Pavla VI. založila skupina radikálních španělských sedesvakantistů pod vedením Clementa Domíngueza y Gomeze vlastní církev. Domínguez y Gomez se sám prohlásil za jejího papeže Řehoře XVII. s oficiálním sídlem v El Palmar de Troya. V této vesnici se měla zjevovat Panna Maria a odmítat II. vatikánský koncil. Domínguezovi oznámila, že je povolán bojovat proti ďáblům ovládajícím církev. Ve viděních měl být vyvolen a pomazán na papeže. 
V kázání z roku 2011 papež Řehoř XVII. řekl, že palmarská církev má cca 1500 členů. V následujících letech však bylo mnoho z nich exkomunikováno. Roku 2015 měla sekta pravděpodobně 30 biskupů a 30 řeholnic.

## Biskupská svěcení
Aby se v palmarské církvi mohly udílet svátosti, potřeboval Domínguez skupinu vlastních biskupů. V dopise požádal Marcela Lefebvra, aby ho vysvětil. Lefebvre nabídku odmítl, ale doporučil Domínguezovi kontaktovat tradicionalisticky smýšlejícího biskupa z Vietnamu. Roku 1976 švýcarský kněz Maurice Revaz, který vyučoval kanonické právo v semináři Společnosti sv. Pia X., přesvědčil vietnamského arcibiskupa Ngo Dinh Thuca o jeho vyvolení na základě zjevení. Thuc byl vybrán, protože byl papežským legátem. Arcibiskup uvěřil, že jej Panna Maria zve k tomu, aby vysvětil na biskupy Domínguéze, právníka Manuela A. Corrala a tři další kněze. Také byl vysvěcen jeden laik na kněze.
Arcibiskup Thuc jednal bez povinného svolení Apoštolského stolce a byl spolu s ostatními nově vysvěcenými biskupy a knězem exkomunikován. Následně se smířil s církevními autoritami a se skupinou přerušil vazby.

## Vyhlášení papežství
Po smrti papeže Pavla VI. Domínguez prohlásil, že byl ve své vizi mysticky korunován Ježíšem Kristem. Začal používat papežské jméno Řehoř XVII. a jmenoval vlastní kardinály.
Papežové palmarské církve nepoužívají titul římského biskupa. Tvrdí, že Kristus tuto pozici západního patriarchy přenesl do El Palmar de Troya. Takový postoj je v rozporu s tradiční katolickou doktrínou, která identifikuje papežství s římským episkopátem. Římskokatolická nauka také neuznává soukromá zjevení jako závazná pro celou církev.

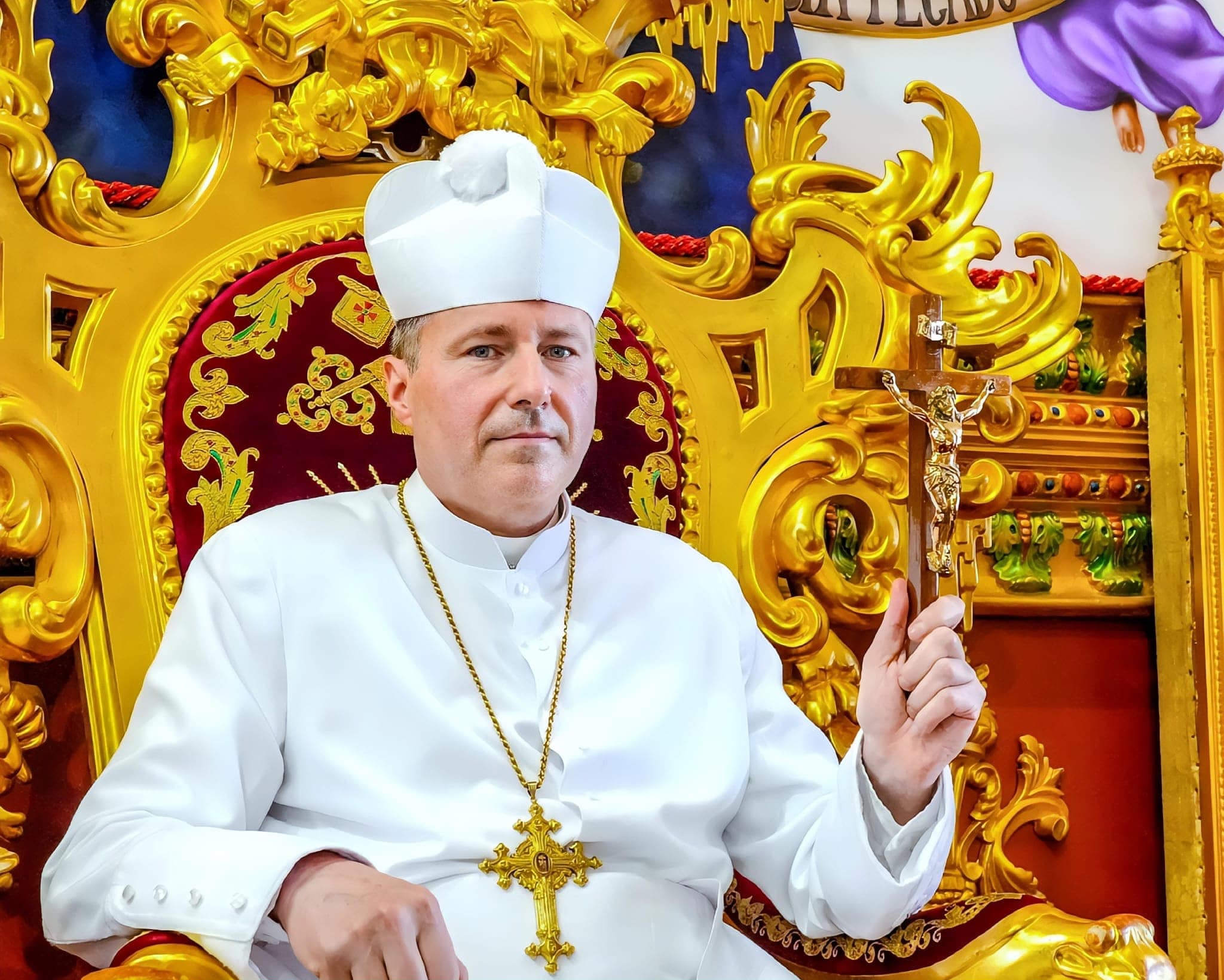
Papež Petr III

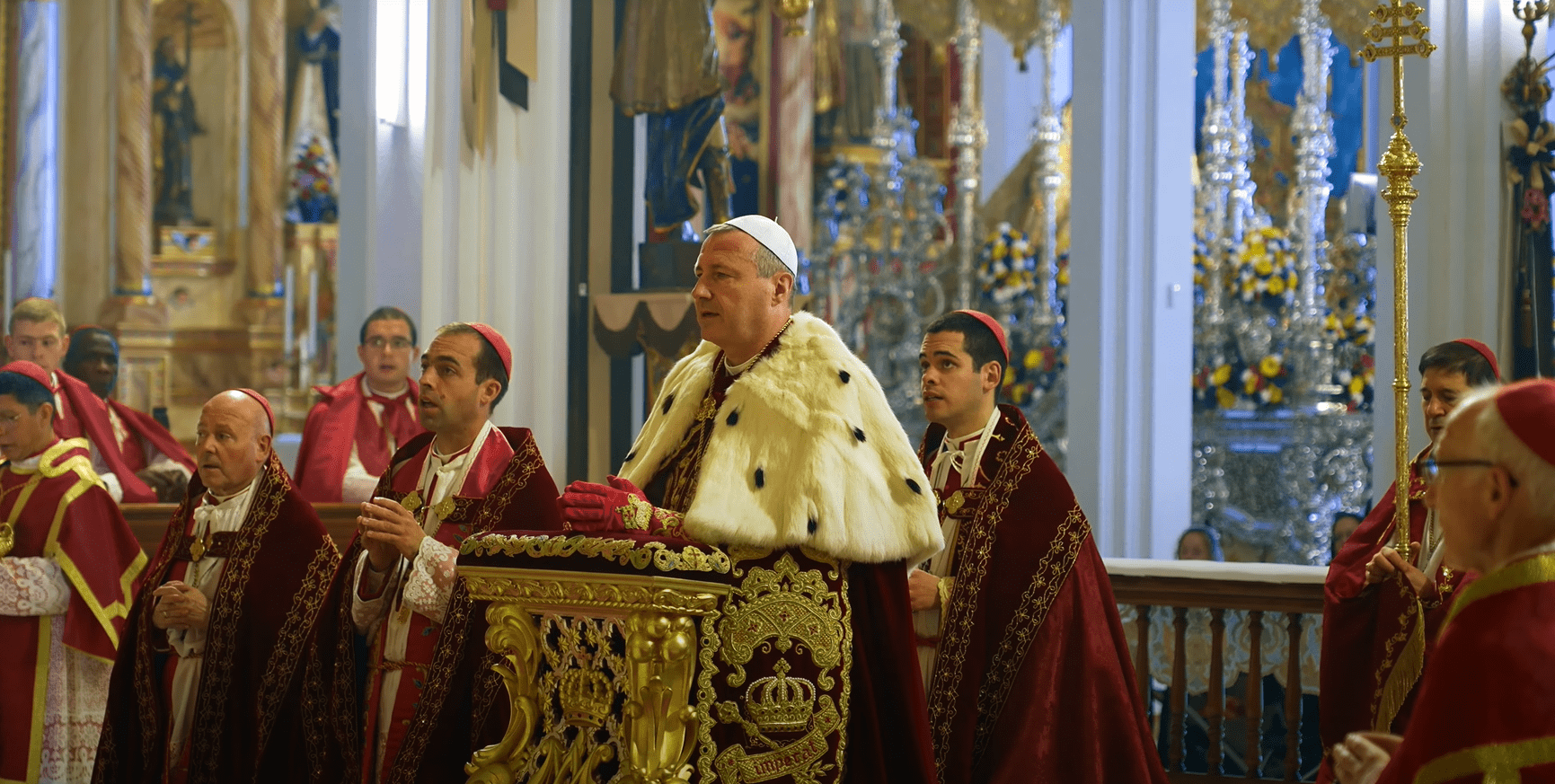
Papežská Mše

### Řehoř XVII.
Nazval Katolickou církev falešnou církví a exkomunikoval Jana Pavla II. Kanonizoval Franka, Kolumba, Escrivu; Pavla VI. prohlásil za svatého mučedníka.

### Petr II.
Nastoupil po smrti Řehoře XVII., aniž se konalo konkláve. Neprohlašoval se za vizionáře, ale byl přesvědčen, že v roce 2000 se narodil antikrist. Palmariáni věří, že antikrist byl poprvé představen veřejnosti v roce 2012 a ve svých 30 letech má začít veřejně působit a vysmívat se Kristu. Petr II. zemřel v roce 2011 po dlouhé nemoci.

### Řehoř XVIII.
Tento bývalý člen španělské armády abdikoval 22. dubna 2016. Před tím ještě zmírnil některé palmariánské církevní normy. Po něm nastoupil Petr III.

## Nauka
V roce 1983 palmarská církev drasticky reformovala své obřady a liturgii, která byla původně sloužena tridentskou formou. Palmarská liturgie dnes (k roku 2017) zahrnuje téměř výhradně slova eucharistického proměňování. Palmarský Stolec také začal prosazovat učení o reálné přítomnosti Panny Marie v proměněné hostii a o nanebevzetí sv. Josefa. Od roku 2000 církev používá vlastní Bibli. Palmariáni se nesmí stýkat s lidmi "ze světa". Z těchto důvodů je Katolická církev označila za kacíře a následovníky falešného kultu.

## Světci
Do řad svatých kanonizovaných palmarskou církví patří i osoby jako např. Kryštof Kolumbus, Francisco Jiménez de Cisneros, José Antonio Primo de Rivera, Francisco Franco, Josemaría Escrivá nebo Luis Carrero Blanco.

### Seznam papežů
| Papežské jméno | Občanské jméno                                | Pontifikát                                  | Poznámky                      |
| -------------- | --------------------------------------------- | ------------------------------------------- | ----------------------------- |
| Řehoř XVII.    | Clemente Domínguez y Gómez                    | 15. srpna 1978 – 22. března 2005 (26 let)   | Sám sebe prohlásil za papeže. |
| Petr II.       | Manuel Alonso Corral                          | 22. března 2005 – 15. července 2011 (6 let) | Jmenován Domínguezem.         |
| Řehoř XVIII.   | Sergio María Ginés Jesús Hernández y Martinez | 23. července 2011 - 22. dubna 2016 (5 let)  | Jmenován Corralem.            |
| Petr III.      | Joseph Odermatt                               | 23. dubna 2016 -                            | Jmenován Hernándezem.         |